# Dhankuta (Distrikt)
Der Distrikt Dhankuta (Nepali धनकुटा जिल्ला) ist einer von 77 Distrikten in Nepal und gehört seit der Verfassung von 2015 zur Provinz Koshi.
Sein Hauptort ist die gleichnamige Stadt Dhankuta.

## Geografie und Vegetation
Der 891 km² große Distrikt liegt im Osten von Nepal in den Vorbergen des Himalayas. Die Höhe reicht von etwa 300 m bis auf 2500 m. Seine Distriktnachbarn sind im Westen Bhojpur und Udayapur, im Süden Sunsari und Morang. Im Osten grenzt Dhankuta an die Distrikte Panchthar und Terhathum sowie im Norden an den Distrikt Sankhuwasabha. Die Vegetationszonen in dem Bezirk reichen von subtropischen Salwäldern entlang der Flüsse Tamor und Arun, bis zu Nadelwäldern der gemäßigten Zone auf hohen Bergrücken, die die Wasserscheide zwischen den beiden Flüssen markieren. Zu den wichtigsten Nutzpflanzen gehören Mais, Reis und Hirse, sowie Zitrusfrüchte, Blumenkohl, Kohl, Ingwer und in den letzten Jahren vermehrt, Tee. Ein gut erhaltener Wald breitet sich entlang einer Kammlinie auf der nordwestlichen Seite des Hauptortes Dhankuta mit Rhododendron- und Kiefernbäumen aus.

## Bevölkerung
Gemäß der Volkszählung hatte der Distrikt im Jahr 2011 163.412 Einwohner und die Bevölkerungsdichte betrug 186,8 Personen/km². Die größten ethnischen Gruppen im Distrikt sind die Chetri und die Tamang, die Limbu, die Rai sowie die Brahmanen und die Magar. Die Mehrheit der Bevölkerung ist in der Landwirtschaft tätig.

## Verkehr
Durch den Distrikt verläuft in Nord-Süd-Richtung die Fernstraße Koshi Rajmarg.

## Verwaltungsgliederung

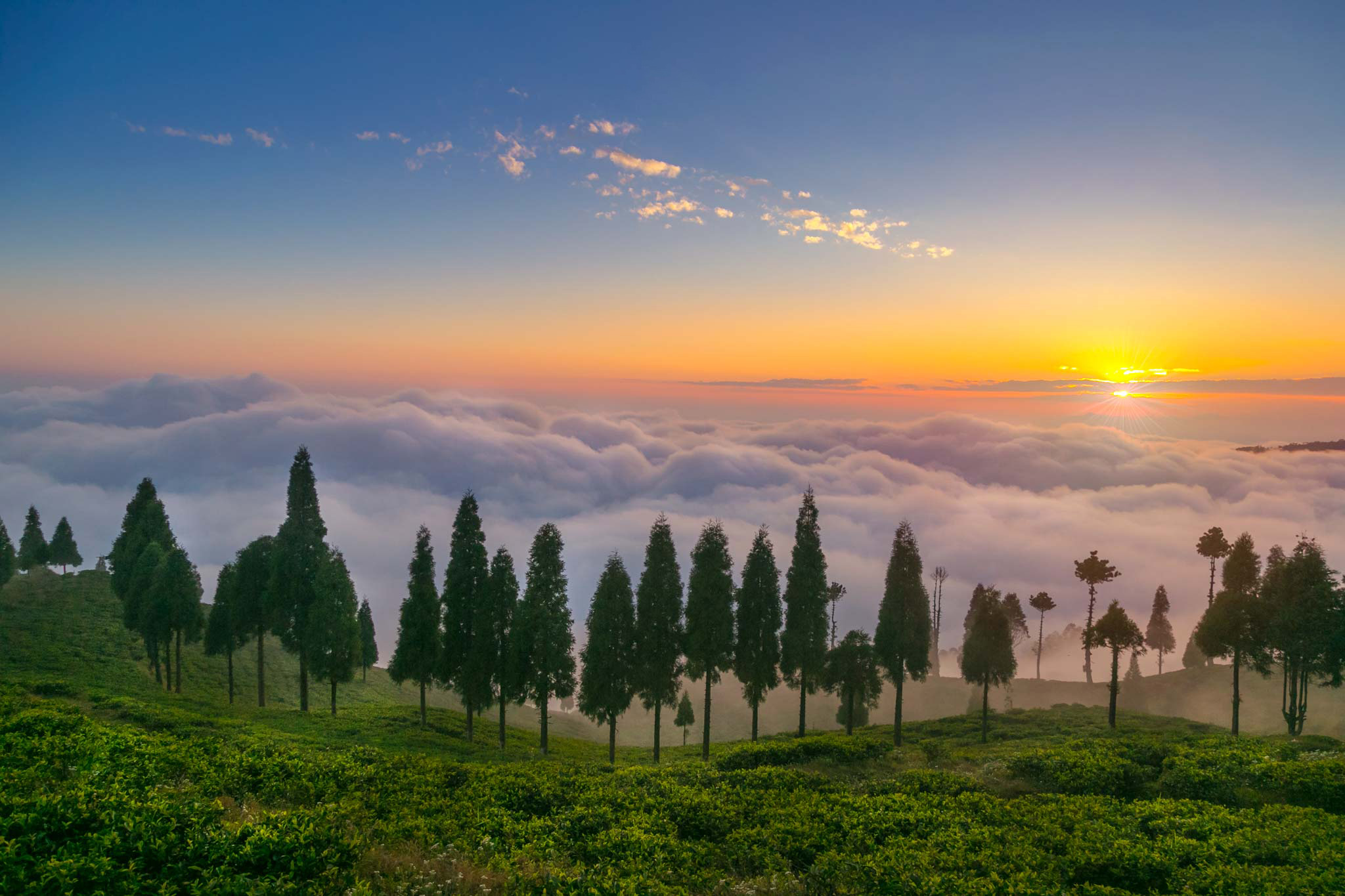
Blick auf Teeplantagen bei Sonnenuntergang, Hile, Dhankuta

Städte im Distrikt Dhankuta:
- Dhankuta
- Pakhribas

Gaunpalikas (Landgemeinden):
- Sangurigadhi
- Khalsa Chhintang Sahidbhumi
- Chhathar Jorpati
- Chaubise